# Harpetida
Los harpétidos (Harpetida) son un orden de artrópodos de la clase extinta Trilobita. Aparecen en el registro fósil desde el Furongiense (Cámbrico superior) hasta el Frasniense (Devónico Superior).